# Víctor Sánchez
Víctor Sánchez Mata, född 8 september 1987 i Terrassa, Spanien, är en spansk fotbollsspelare.

## Karriär
Sánchez gick med i FC Barcelona B 2005 efter att ha spelat i ett lokalt närliggande lag. Hans förmåga att spela på flera olika positioner gjorde honom till en nyckelspelare i B-laget, där han fick spela på alla positioner bortsett från målvakt. Genom sin uppoffrande och disciplinerade spelstil bidrog han starkt till att lyfta laget upp en division till Segunda B.
Säsongen 2008/2009 blev Sánchez uppflyttad till A-laget men har sedan dess även fortsatt spela matcher med B-laget.
I november 2020 värvades Sánchez av australiska Western United, där han skrev på ett tvåårskontrakt. I september 2021 lämnade han klubben.

## Meriter
FC Barcelona
2008/09 - Vinnare UEFA Champions League
2008/09 - Vinnare Spanska ligan
2008/09 - Vinnare Copa del Rey